# Списък с герои от Наруто
Това е списък с герои от анимационната манга поредица Наруто, създадена от Масаши Кишимото. Действието се развива в измислен свят, където различни страни се борят за власт посредством нинджи, използващи свръхестествен способности в битка.

## Герои

### Чоуджи Амужи
чунин от Коноха, Чоуджи е представител на клана Акамичи, които са познати с умението си да контролират размерите на тялото си. Като дете той нямал приятели и никой не искал да играе с него на нинджи, защото бил тромав и винаги неговият отбор губил. Всички го гонели, но единствено Шикамару се застъпвал за него. И оттогава те били най-добри приятели. Той е част от отбор 10 със съотборниците си – Шикамару, Ино и лидера на отбора Асума.
Допълнителна информация:
- Страна: Страната на огъня; Скритото село Коноха
- Години: 16
- Височина: 156,3 см (първа част)
- Тегло: 69,3 кг (първа част)
- Рождена дата: 1 май
- Кръвна група: B
- Ранг: Генин
- За първи път се среща в: Глава 034; Епизод 001

### Чоуза Акимичи
Джоунин от Коноха, Чоуза е представител на клана Акамичи които, са познати с умението си да контролират размерите на тялото си. Чоуза е бащата на Чоуджи.
Има благ нрав и е добър по природа.
Допълнителна информация:
- Страна: Страната на огъня; Скритото село Коноха
- Години: 38
- Височина: 183 см
- Тегло: 120,1 кг
- Рождена дата: 22 април
- Кръвна група: B
- Ранг: Джоунин
- Отбор: Член на отбор Ино-Шика-Чо
- За първи път се среща в: Глава 137; Епизод 059

### Шиби Абураме
Шиби е член на Конохския клан Абураме. Той е баща на Абураме Шино. Също като сина си, той е тих и съсредоточен върху това, което прави. Той е загрижен баща, което се вижда, когато спасява сина си от Канкуро.
Нищо не се знае за миналото на Шиби.
Относно техниките му се знае, че той съхранява в себе си милиони буболечки.
Допълнителна информация:
- Страна: Страната на огъня; Скритото село Коноха
- Години: 39
- Височина: 181,3 см
- Тегло: 68,9 кг
- Рождена дата: 7 септември
- Кръвна група: A
- Ранг: Джоунин
- За първи път се среща в: Глава 137; Епизод 079

### Шикаку Нара
Нара Шикаку е бащата на Шикамару. Живее в къща в Коноха заедно с жена си и сина си. При обесването на баща си Шикаку често казва „мъж под чехъл“, защото колкото и да е силен и смел не смее да се опълчи на жена си, която е командваща и властна, обикновена домакиня без нинджа способности.
Допълнителна информация:
- Страна: Страната на огъня; Скритото село Коноха
- Години: 38
- Височина: 175,2 cm (първа част)
- Тегло: 59,8 kg (първа част)
- Рождена дата: 15 юли
- Кръвна група: AB
- Ранг: Джоунин
- Отбор: Ино-Шика-Чо
- За първи път се среща в: Глава 137; Епизод 59

### Шино Абураме
Шино е един от най-мистериозните герои в Наруто. Още от рождението си той, както и целия му клан, навлиза в
симбиотична връзка с инсекти, познати още като „Кикайчи“ или „Унищожителна буболечка“.
Буболечките се хранят с чакрата на опонентите си.
В сериите Шино се появява рядко. И е още по-малко розговорлив.
Неговата силна, непоколебима вяра, мистериозният външен вид и
студеното излъчване привличат много фенове, въпреки странните му навици.
В свободното си време Шино се грижи за буболечките си.
Допълнителна информация:
- Страна: Страната на огъня; Скритото село Коноха
- Години: 15
- Височина: 161,1 см (част първа)
- Тегло: 48,5 кг (част първа)
- Рождена дата: 23 януари
- Кръвна група: AB
- Ранг: Генин
- За първи път се среща в: Глава 034; Епизод 001

### Акамару
Акамару е незаменим партньор на Инузука Киба. Той е бил даден на Киба още, когато е започвал академията. Те двамата вършат всичко заедно, от спане до трениране. Те не са само приятели, те са отбор. Акамару е лоялен и никога няма да се обърне срещу Киба. Той може да усети чакрата на нинджа. Това е много полезно, когато Киба не знае дали да се бие или да избяга.
Допълнителна информация:
- Страна: Страната на огъня; Скритото село Коноха
- Тип: Кучешки
- Години: 6
- Височина: 28 см (първа част)
- Тегло: 5,1 кг (първа част)
- Рождена дата: 7 юли
- За първи път се среща в: Глава 039; Епизод 034

### Канкуро
Отначало Канкуро е охарактеризиран с явната си омраза към малки деца, като това се забелязва при раздразнението му, когато има такива покрай него. Но както се забелязва това дразнене изчезва с времето. Това се проявява, когато е с Гаара, от който той се страхува. Въпреки явните си различия, Гаара и Канкуро стават много близки с течение на времето, като Гаара започва да се доверява на брат си и споделя желанието си да рискува живота си за Сунагакуре. Канкуро започва да предпазва Гаара, готов е да предизвика всеки, който не признава Гаара.
Когато Гаара е отвлечен от Акатски (Наруто), Канкуро се втурва да го спасява, дори и след като замалко бива убит.
Канкуро се изявява като по-скоро силен и брутален опонент, понякога оставяйки опонента си да изпитва невероятно голяма болка след битка. Той е талантлив кукловод и с всяка по-значителна своя поява той показва нова кукла в своя арсенал. Трите кукли, които използва, са създадени от Сасори.
Карасу – първата кукла, която Канкуро показва, е значително изменена от Канкуро. Тя е крайно опасна, тъй като побира много оръжия и е способна да отдели всеки свой крайник за самостоятелни атаки.
Куроари – втората кукла на Канкуро, е използвана за хващане на опоненти.
Саншоу – третата кукла на Канкуро, не е видяна в действие в мангата. В анимето, Саншоу се появява с кухо тяло, в което Канкуро може да се прикрива при атаки.
До някаква степен куклите работят заедно, като Канкуро ги използва в тандем, за да увеличи тяхната ефективност.
Допълнителна информация:
- Страната на вятъра; Скритото село на пясъка
- Години: 17
- Височина: 167 cm (първа част)
- Тегло: 61,2 kg (първа част)
- Рождена дата: 15 май
- Кръвна група: B
- Ранк: Джоунин
- За първи път се среща в: Глава 35; Епизод 20

### Ханаби Хюга
Ханаби е втората дъщеря на Хиаши, и по-малката сестра на Хината. Ханаби означава „огнено цвете“, името на фойерверките в японската култура.
Когато Хиаши обсъжда Хината с Юхи Куренай, той пренебрежително казва, че Хината е „дори по-слаба от по-малката ѝ с пет години сестра“, скришно той мисли, че Ханаби ще е по-талантлива от сестра си, при положение че Неджи е по-силен от Хината. Ханаби изглежда доста послушна и тиха в присъствието на баща си, но изглежда шокирана, когато Неджи заговаря за съдбата на баща си.
Допълнителна информация:
- Страна:Страната на огъня, Скритото село Коноха
- Години: 7 (първа част)
- Години: 10 (втора част)
- Височина: 132,4 cm (първа част)
- Тегло: 23,5 кг (първа част)
- Рождена дата: 27 март
- Кръвна група: A
- Ранк: n/a
- За първи път се среща в: Глава 78; Епизод 46

### Хиаши Хюга
Хиаши е бащата на Хината и брата близнак на Хизаши, но е роден в първата част, тя е съставена от пълноправните, ползващи се с респект от другите кланове, истински или законни членове на фамилията. Когато Хиаши убива дипломат от Кумогакуре за да спаси дъщеря си -Хината, Кумогакуре иска неговата смърт и тялото му възможно най-бързо. По-старшите дават брат му Хизаши вместо него, за да спасят живота му. Най-важното е че Хизаши го прави от сърце и не се съпротивлява.
Допълнителна информация:
- Страна:Страната на огъня, Скритото село Коноха
- Години: 41 (първа част)
- Височина: 176,5 cm (първа част)
- Тегло: 66,2 кг (първа част)
- Рождена дата: 8 януари
- Кръвна група: B
- Ранк: Джоунин
- За първи път се среща в: Глава 78; Епизод 46

### Хизаши Хюга
Хизаши е бащата на Неджи Хюга и брата близнак на Хюга Хиаши, но е роден във втората група, от съсловието са пазители на първата. Имета „Хизаши“ означава „слънчева светлина“ или „лъчи на слънцето“ и е специфично използвано да определи светлина достатъчно силна за да причи изгаряне.
Раждането на Неджи докарва съдбата му до ново ниво, защото Неджи е природен гений, който също е роден във втората група, и който нади някога ще разбере пълния си потенциал и тайните на клана. Ядосан заради това, Хизаши започнал да явно да презира пълноправните членове на клана, печелейки си много порицание. Когато Хиаши убива дипломат от Кумогакуре за да спаси дъщеря си Хината, Кумогакуре иска смъртта и тялото му възможно най-бързо, по-старшите изпращат Хизаши, за да спасят живота на Хиаши. Докато Хиаши неохотно изпраща брат си на подобна съдба, Хизаши настоява, иска да подобен момент да спаси живота не на някой от главните, а живота на брат си. Преди да умре той моли Хиаши да каже на Неджи причината за това си решение, надявайки се че някой ден Неджи също ще има шанс да промени съдбата си.

### Хана Инузука
Хана Инузука е голямата сестра на Киба. Тя е на 18 години (във втора част). Висока е 170,3 см, тегло – 52,5 kg, кръвна група – 0. Името ѝ означава цвете, нос, край. Работи като ветеринар в Коноха (селото скрито в листата). Живее в къща заедно с брат си Киба и майка си Тсуме. Тя е чунин, регистрационен номер-012368. Нейните кучета се наричат Хаймару Санкйодай. Тя има татуировка на дясната ръка, която прилича на цвете, заради името си.

### Гамабунта
Гамабунта – Гамабунта е кралят на жабите. Той е бил призован от 4-тия Хокаге при битката с Кюби и от Наруто по време на обучението му и в битката му срещу Шукаку. Обикновено той е кисел и лош по нрав зависи как го призовават и се държът с него. Има два сина: Гамакичи и Гамататсу

### Гамакичи
Гамакичи е един от синовете на Гамабунта. Той е призован случайно от Наруто Узумаки в битката срещу Гаара, заради неправилна концентрация на чакрата. Както и да е, Гамакичи е достатъчно интелигентен за да прецени противника си и да знае кога да избяга. По време на битката между Санините, Гамакичи е случайно призован от Джирая.
В част втора е пуснат постер на Гамакичи с Наруто на гърба си. Той изглежда голям приблизително колкото Гамабунта и носи огромен кунай. Има и лула като на баща си.

### Гамататсу
При битката между Тсунаде, Наруто, Джирая и Орочимаро, Наруто, опитвайки се да компенсира провалилото се призоваване на Джирая, призовава Гамататсу, по-малкия закръглен брат на Гамакичи, който обича да яде снаксове. Гамататсу заедно с Гамакичи са отново призовани от Наруто в разузнаваческа мисия в Страната на Морето.

### Гато
Гато е властен корабен магнат, чиито кораби всъщност са само прикритие за нелегално внасяне на наркотици. Той конролира пътищата на корабите в Страната на Морето и създава монопол като изолира страната от заобикалящия го свят. Избяга свободно внасяне и изнасяне на стоки, и по този начин превръща страната в бедна и кара хората да гладуват. Той е отговорен за унижаването и убиването на Кайза, защото е бил герой. Гато е охраняван от двама бодигарда. Гато наема Забуза Момочи и ниговите подчинени за да убият Тазуна и да спрат строенето на моста, който ще е връзката между Страната на Вълните и света, така икономията ще се развие. Ръцете на Забуза са счупени в битка със Какаши Хатаке, Гато решава че вече не е възможно да завърши мисията си, затова решава да го убие заедно със Тазуна. Все още имаш възможност да държи кунай в устата си, Забуза го убива. Хората му не убиват Тазуна и мостът е завършен.

### Киба Инизука
Киба е познат с почти симбиозната си връзка с кучето си Акамару, двамата са винаги заедно. Киба е изключително предан на Акамару и е склонен да рискува собствения си живот, за да спаси този на Акамару. Киба придобива няколко подобни на кучешки умения за времето прекарано с Акамару. Едно от тези умения е разбирането на лая на Акамару и нехаресването на храни, които не може да дъвче. Също така Киба е много лоялен, макар че не показва, че го грижа за съотборниците му. Той е част от отбор 8 (по-късно отбор Куренай) заедно със съотборниците си Шино, Хината и лидера им Куренай.
Акамару също така играе много важна роля присаединявайки се към битка, в която участва Киба, той му помага да атакува противниците си, също така той използва своят добре развит нюх, за да помага на Киба да открива предмети. Тъй като Акамару е по-добър в битките, Киба типично започва битка използвайки техники като: Четири лапи (Shikyaku no Jutsu, на български „Имитация на звяр“). За да може да изглежда по „див“ преобладавайки тези техники увеличават неговата бързина, сила, удължават ноктите му. И както се превежда името му (Киба-нокът) му позволява да се движи със своите крака и ръце. Също така Киба може и да събира чакра в носа си, при помощ на което може да открива други миризми. Във втора част (Naruto Shippuuden) той развива това качество да такава добра степен, че може да открие и надуши неща, които дори кучетата не могат. Когато Киба и Акамару се обединят, за да изпълнят някоя техника те могат да нанесът много рани на своя опонент. Те много често се съюзяват и използват техники като Jinjū Konbi Henge: Sōtōrō, на български: двуглав вълк. При помощ на тази техника те се обединяват и се трансформират в един огромен двуглав вълк, който атакува с неизмерима бързина и сила. Понеже Акамару притежава своя собствена чакра, Киба трябва да помисли колко чакра от своята ще изразходва за въпросната трансформация/техника.
В първа част на Чуунинския испин Киба и Акамару се бият срещу Наруто Узумаки, при което победата е в полза на Наруто. В мисията за връщнето на Саске двамата се изправят срещу Сакон от „Четворката на Звука“ точно преди Сакон да успее да убие Киба, Канкуру идва и успява да победи сакон със своето джутсу.
Допълнителна информация:
- Име: Инузука Киба
- Страна: Страната на огъня; Скритото село Коноха
- Години: 15
- Височина: 152,5 cm (първа част)
- Тегло: 43 кг (първа част)
- Рождена дата: 7 юли
- Кръвна група: B
- Ранк: Чуунин
- За първи път се среща в: Глава 34; Епизод 01

### Цуме Инузука
Тсуме е майката на Киба и Хана. Тсуме означава „нокът“. Както повечето членове на клана Инузука, Тсуме е жилава, но се грижи за семейството си. По време на нападението над Коноха, тя се бие заедно с кучето си Куромару. Живее в Коноха, височина: 163 cm, тегло: 51,5 kg, рождена дата: 8 август, ранк: Специален Джоунин, кръвна група: В, за първи път се среща в: Глава 137; Епизод 79.

### Момочи Забуза
Момочи Забуза е нинджа от селото на мълата. Още познат като демона от скритата мъгла той-може да убие човек за секунди без да издаде и звук.
Когато е бил малък, е убил над 100 нинджи без да е нинджа (по това време в селото на мъглата имало последен тест, с който нинджите завършили академията се бият на живот и смърт).
Забуза станал много силен нинджа и дори заговорничил да убие Кагето си. Опитът не успява и се налага той да избяга заедно със своите последователи.
Той среща малко момче на име Хаку. В началото искал да го убие, но осъзнава че много прилича на него и го взима под крилото си. Хаку става неговата дясна ръка. Хаку владее и техниката ледени огледала, която се предава по наследство.
След време бизнесменът Гато го наема да убие инженерът на мостове Тазуна. Там среща Какаши и неговите ученици Наруто Узумаки, Саске Учиха и Сакура Харуно. Той се бие срещу Какаши Хатаке и той отново едва не го убива, но този път Хаку умира вместо него.
Забуза умира от раните си, лежащ до Хаку, с последни мисли че съжалява

### Зецу
- Партньор: няма

Зецу действа като шпионин на Акатски, роля, която много му се отдава, заради способността му да се слива с околната среда и моментално да се продвижва от едно място до друго. Заради ролята което играе, Зетсу е единствения член на организацията който се движи без партньор. Поради тази причина, Зетсу е смятан за по-висш, като понякога останалите му докладват.
Главата на Зетсу се появява като в уста на насекомоядно растение, което може да обгърне цялото му тяло. Той е човекоядец, изпращан да поглъща телата които Акатски не искат да бъдат намерени. Това е в допълнение към другите му роли, давайки му функцията на Лолуващ-нин на Акатски. Дясната част от тялото и лицето на Зетсу е черна на цвят, а лявата бяла. Поради това, се смята че Зетсу има раздвоение на личността, като черната част говори с дълбок и дрезгав глас, а бялата -с приветлив. Двете части, изглежда контактуват помежду си, и понякога имат противоречиви мнения.

### Кабуто Якуши
Кабуто Якуши е бивш шпионин на Сасори, поставен в тази позиция по принуда чрез някаква форма на мозъчен контрол. Той е изпратен да спечели доверието на Орочимару и да предава информация на Сасори. Но скоро след като се срещат, Орочимару успява да премахне влиянието на Сасори над ума на Кабуто. Кабуто е оставен да избере на кой ще бъде предан и той избира да служи на Орочимару. Въпреки това той продължава да се преструва, че е агент на Акатски, като този път предоставя сведения на своя нов господар.кабуто помага много на оручимару с всичко след като Шаблон:Сарутоби прави запечатващата техника на четвъртия хокаге с която запечатва ръцете на Орочимару и той не може да прави handseals.

### Какузу
- Предишен партньор: Хидан

Какузу е липсващ нинджа от Такигакуре и партньор на Хидан. Той е алчен, вършейки нещата в определен срок, знаейки каква стойност имат, а търсенето на пари е единственото нещо от което зависи.
Любимия му извор на доходи е от убиването на опонентите му, като дори помни стойността и информацията на някои от най-опасните цели. Заради парите, Какузу се определя като „Ковчежника на Акатски“, макар че не се знае дали това е реална позиция. Въпреки че гледа на Акатски като добър извор на приходи, Какузу доста мрази факта че трябва да има партньор, дължащ се на част от навиците му да убива всеки който е покрай него (включително партньорите) когато е ядосан. Убил всичките си предишни партньори като резултат от това, Какузу е партниран от Хидан. Въпреки тяхната ненавист да са заедно, безсмъртието на Хидан го прави идеалния партньор за Какузу.
Тялото на Какузу е зашито с големи черни конци, които му позволяват да отделя крайниците си за атаки на големи разстояния. Самите конци могат да пронизват плътта, и Какузу ги използва за да прибира още биещите сърца на враговете си. Като обединява тези млади, здрави сърца в тялото си (може да има максимално 4, които може да сменя по всяко време, като изключим неговото собствено), теоретично Какузу може да удължи неопределено много живота си. Той държи тези си допълнителни сърца скрити под животински маски зашити на гърба му, и всяка маска може да се отделя от тялото му и да атакува самостоятелно. Веднъж отделени от тялото, маските могат да изстрелват мощни стихийни пориви към опонентите си. Ако сърцето в тялото на Какузу е разрушено, той вече не го използва и една от маските започва да се рони.
Какузу има базирани на земния елемент техники, които фактически го изолират от физически атаки. По време на битката си с отбор 10, той хваща Ино и се опитва да я удуши, но Шикамару я спасява. Какузу е убит след като когато Какаши му направи Раикири и взе малко от кръвта му с една спринцовка тои я дава на Шикамару който използва кръвта на какузу за да отнеме още един от петте му живота като дава от кръвта на какузу на хидан за да направи онзи кръг и така отнемат втория живот на какузу след това наруто прави три пъти расеншурикен с първия път не успява, с втория използва клонинг, за да заблуди какузу и на третия път успява. Но Наруто успява да отнеме два от животите на Какузу и след това Какаши с Райкирито си отнема петия му живот.

### Неджи Хюга
Ето още един от специфичните и открояващи се персонажи в Наруто. Този млад нинджа е от клана Хюга, който е разделен на две части – основен и второстепенен. Първата част е съставена от пълноправните, ползващи се с респект от другите кланове, истински или законни членове на фамилията. Втората група, от съсловието са пазители на първата. Те са прокълнати да служат безприкословно на главната фамилия и да бъдат наказвани със смърт, ако се противопоставят на правилата и установените традиции в клана. Освен това много техники, за тях са строго забранени.
Бащата на Неджи, Хиюга Хизаши, се е родил след своя брат (близнак) – Хиюга Хиаши. Това автоматично поставило него и синът му във втория клон на фамилията. Специален знак белязал завинаги челото на Неджи, щом той навършил четвъртата си година. Този белег позволявал на главната фамилия да упражнява пълен контрол. Хиюга Хиаши имал дъщеря – Хината. Нинджа от друг клан се опитал да я отвлече, но бил спрян и убит на място от бащата на Хината. Разразил се спор, който можел да прерасне във война…. Единствното решение било да се пожертва Хиаши (като глава на фамилията), но Хизаши предпочел да даде своя живот, и да спаси брат си. Неджи бил съкрушен от загубата, сърцето му се изпълнило с болка и омраза. Той останал с убеждението, че баща му е принуден, от главната фамилия, да постъпи така. Притежавайки изключителни заложби, Неджи развил различни забранени умения, започвайки от т.н „Биакуган“. Това е специално състояние на очите, позволяващо човек да вижда чакрата в тялото на противника. Постепенно той надминал всички в клана. Неджи вярва, че никой не може да избяга от съдбата си и няма смисъл да се бориш срещу нея. След двубоя си с Наруто, той разбира колко грешки е допуснал, заслепен от гнева и желанието за отмъщение.

### Сай
Един от много безименни осиротели новобранци в тъмния клон на АНБУ в Коноха (Роот), Сай няма собствена индивидуалност. Името „Сай“ му е дадено за пред Отбор 7, като истинското му име не се знае, вероятно и от самия него. Като най-новия член на Отбор Какаши, Сай се присъединява към Наруто и Сакура, замествайки Учиха Саске след неговото отстъпничество. Той е без това прилича на Учиха Саске.
По време на престоя му в Роот, Сай среща по-голям член на същата организация, който харесва начина на рисуване на Сай, и Сай започва да го възприема като по-голям брат и взима пример от него. Смята се че брат му умира от болест, а тренировките в Роот потискат спомена за „брат“ му.
Когато за пръв път ни представят Сай, той е лишен от всякакви емоции, които често прикрива зад фалшива бодра фасада и изкуствени усмивки. През многобройните умствени упражнения от Роот, той почти потиска всичките си емоции, правейки по-лесни за изпълнение опасни, неприятни или не етични мисии; като е лоялен единствено на човека който го командва. Той е заинтересован от личните връзки, искайки да разбере собствената си, като е объркан от това че Наруто би отишъл толкова далеч заради Саске, без да му е заповядано.
Сай е талантлив художник, но заключените му емоции, му пречат да даде титли на картините си. Потискането на обществените му умения и очевидно фалшивата му маска, често предизвиква конфликти между него и Отбор Какаши, като той прави грешката да обижда останалите членове на отбора, опитвайки се да покаже че е общителен.
Прекарвайки повече време със своят отбор, Сай придобива връзки, по-специално връзка каквато съществува между Наруто и Саске. С времето Сай започва да пречупва своята емоционална черупка и започва да си спомня връзката със собствения си „брат“. Правейки го, Сай е способен да се усмихва истински. Искайки да изпита отнова такава привързаност, сай дава всичко от себе си. Както и да е, откакто учи повечето неща от книги и знаейки правилното и грешното, той отново несъзнателно продължава да дразни хората. Така той проявява повече своята личност, показвайки следи от ентусиазъм, дори раздразнителност, държейки се приятелски с останалите, помагайки им, отнасяйки се с тях мило и забавлявайки се в различните ситуации.
Способността му да рисува е и част от неговото умение, познато като Чожи Гига. Рисувайки предмети с четка върху свитъците си, той е способен да накара нарисуваното да оживее като анимира мастилото директно от страницата. Това увеличава големината им и му позволява да атакува опонентите си от разстояние. От дотогава видените му творения, той използва гигантски птици за големите разстояния, приличащи на лъвове чудовища за атаки, малки плъхове за разузнаване и многобройни малки змии за да залови целта си.по такъв начин той създава и собствен Суми Бушин, той може да разузнава района без да бъде изложен на опасност.

### Тен-Тен
ТенТен е нинджа-момиче от Коноха. ТенТен е един от най-маловажните герои, затова в мангата не е показвана особено много. Знае се, че тя силно вярва, че жените – нинджи (куноичи), могат да бъдат еднакво силни като мъжете-нинджи. Нената цел в живота е да бъде велика колкото Цунаде. ТенТен и Неджи, не могат да тренират на едно ниво с Гай (манга) (техния учител) и Лий, затова двамата често са виждани да имат „нормални“ тренировки заедно. ТенТен има невероятни наблюдения върху способностите на Неджи и знае почти всички негови действия. ТенТен е специализирана в боя с оръжията, и според Гай (манга) тя може да улучи мишена 100 пъти от 100. В битки тя призовава различни променливи оръжия от свитъците които носи със себе си. В първа част, тя има много свитъци които ѝ помагат за тази цел, но в част Втора тя може да събере целия си арсенал от оръжия само в един свитък. Преобладаващите оръжия са стоманените изделия и има голям избор от оръжия за близки сражения, макар че е забелязано тя да носи арбалет и добри експлозивни гранати във Втората част. ТенТен побеждава в битките си като бързо хвърля дузина оръжия срещу опонента си, в невидима за окото последователност. Създателя на наруто, Масаши Кишимото, смята че измежду Сакура, Ино, Хината и ТенТен, ТенТен е негов тип, защото харесва начина ѝ на обличане. Името на ТенТен преведено от японски на български означава „придвижване от място на място“.

### Хината Хюга
Хината е член на главната част от клана Хюга. Като такава тя има невероятен потенциал, но нейната срамежливост и стеснителност ограничават възможностите ѝ. Хината притежава всички умения на клана Хюга, включително и Бякуган. Като малка тя е тренирана от своя баща Хюга Хиаши, който е водачът на главната част на клана Хюга. При тренировките Хината не оправдава напълно очакванията на баща си. Тя е влюбена в Наруто Узумаки и само неговото присъствие ѝ дава сила да се справи с всяко препятствие, пред което би се отказала при други обстоятелства. Любовта ѝ към Наруто ѝ дава сила да се изправи срещу братовчед и – Неджи Хюга в чуунинския изпит. Хината е член на Отбор 8, който е предвождан от Юхи Куренай и нейните съотборници са Шино Абураме и Киба Инизука.
Хината има синя къса коса и е облечена в тъмносин клин и мръснобяло яке.
В „Наруто Шиппуден“ тя си пуска дълга коса и сменя цвета на якето с бледо-лилав. Показава много нови техники като „Пазач на 32-те длани“ и „Два юмрука, Лъвове-близнаци“(която е разработила сама). Когато Пейн напада Наруто, Хината идва и се изправя срещу него, признавайки на Наруто чувствата си. Победена е лесно и Наруто мисли, че е мъртва, поради фаталната прободна рана, която Пейн и нанася, но Неджи я намира и я води при Сакура. Сакура я излекува и я отнася на безопасно място.

### Дейдара
- Страна: Иуагакуре
- Ръст: 166 см
- Ранк: Повишен Джоунин
- Години: 19
- ПарГерой: Сасори, Тоби

Един от деветте члена на Акатски. Дейдара е феномен от Скритото село на Камъка.
Има усти на ръцете и една на гръдния кош, чрез които поглъща специална глина примесена с чакра, предъвква я и се получават фигурки, които той съживява и кара да избухват.
За него истинското изкуство е нещо което е моментно – сега го има, а в следващия момент експлодира.
- Страна: Иуагакуре
- Ръст: 166 см
- Ранк: Повишен Джоунин
- Години: 19
- ПарГерой: Сасори, Тоби

Дейдара е липсващ нинджа от Селото скрито в Камъните. Преди да се присъедини към Акатски, Дейдара е наемен терорист-бомбаджия, като делата му привличат вниманието на Пейн.
Както останалите членове на Акатски, Дейдара носи черна аба с червени облаци. Той има дълга руса коса, част от която носи на конска опашка и сини очи.
Дейдара има специален монокъл, който служи срещу Шарингана.
Първоначално Дейдара си партнира със Сасори. Тяхното партньорство е изтъкано от съперничество и уважение. Дейдара смята себе си за творец, а глинените си творения – за произведения на изкуството. Сасори често се дразни от това разбиране, твърдейки, че нещо толкова нетрайно не може да бъде изкуство. Друг повод за недоволство на Сасори към Дейдара е самоувереността му.
След смъртта на Сасори, негов партньор става Тоби. Дейдара често се ядосва от несериозното поведение на Тоби, което провокира някои доста комични ситуации.
На Дейдара се пада да плени демона, запечатан в Гаара. Въпреки силата и талант на Гаара, Дейдара успява да го победи. Той пуска огромна бомба над селото на Гаара, принуждавайки го да избира между живота си и съдбата на селото. В тази битка Дейдара губи едната си ръка.
В аниме епизодите, Дейдара се опитва да се сдобие и с демона на Наруто Узумаки.
Дейдара се бие предимно с експлозиви, които пуска от въздуха. Те са направени от глина и чакра, и често са оформени като животни (обикновено птици). Дейдара използва творенията си и за да се придвижва по въздуха или за пренос.
За него истинското изкуство е нещо моментно – сега го има, а в следващия момент експлодира.

### Манда
Манда е кралят на змиите. Той е призован от Орочимару и Кабуто при битката му срещу Цунаде и Джира и от Саске, по време на битката му с Дейдара. Саске го призовава, когато е напът да загуби битката. Той спасява себе си, но Манда загива.
След като е призован от Орочимару, Манда изказва недоволството си и отбелязва, че не обича да го призовават.

### Джууго
Джууго, познат още като Тенбин, но Джууго, е един от членовете на „Змия“. Той е психично нестабилен, променящ се от спокоен и страхлив до кръвожаден. Джууго атакува всеки който е около него с намерение да го убие, понякога пола е неговото възпиране. Това неустоимо желание за кръв, го обърква, докато е спокоен защото не иска да нарани никой. Кимимаро е способен да контролира Джууго по време на тези избухвания, позволявайки му да добие някакъв истински живот в който вижда Кимимаро като приятел. Саске е способен да потисне инстинктите за убиване на Джууго, като използва Шарингана си. След като чува че Кимимаро е жертвал живота си за Саске Учиха, Джууго се съгласява да го придружи, вярвайки че духа на Кимимаро продължава да живее в Саске.
Джууго е един от най-опасните и мощни експерименти на Орочимару за кърсед сийла. В миналото, Джууго се допитва до Оро, за това дали може да излекува неговите „импулси“. Той си навлича неприятности заради неконтролируемата си жажда за кръв, заради която неочаквано се трансформира в яростен демон. По време на изследването, Оро успява да отдели ензимите в кръвта на Джууго, заради които той променя. Изваждайки ензимите, Оро създава подобни, но по-контролирани, ефекти върху други хора. Когато Джууго приеме кърсед сийла той е способен малко или много да контролира инстинктите си. В допълнение Джууго е способен да трансформира само част от тялото си, която му трябва в определена ситуация. Също така той е способен да разбира птиците, използвайки ги като разузнавачи и помагайки му да завърши мисии. Не се знае дали това е ефект от ензимите.

### Джирая
- Име: Джирая
- Страна: Страната на огъня; Скритото село в листата – Коноха
- Години: 54
- Височина: 191,2 см
- Тегло: 87,5 кг

Рождена дата: 11 ноември
Кръвна група: B
Ранк: Саннин (Каге левел)
За първи път се среща в: Глава 090; Епизод 052
Учител: Хирузен Сарутоби, т.е. Третият Хокаге.
Ученици: Пеин (Нагато, Яхико, Конан, Минато Намиказе, т.е. Четвъртият Хокаге, Наруто Узумаки.
Jutsu:
- Twin Rasengan
- Frog Conversion Technique
- Barrier Technique
- Fire Sealing Method
- Hermit Mode
- Jiraiya's Toad Transport Technique
- Hermit's Art: Boiling Oil
- Hermit's Art: Deep Fryer
- Hermit's Art: Hair Needle Barrage
- Wild Lion's Mane Technique
- Rasengan
- Fire Release: Fire Dragon Flame Missile
- Fire Release: Fireball
- Fire Release: Toad Oil Flame Bullet
- Sage Techniques
- Kaneshibari Genjutsu
- Fire Release: Great Fireball Technique
- Needle Guardian
- Shadow Clone Technique
- Toad Flat Shadow Control Technique
- Summoning Technique (Toads)
- Summoning: Toad Mouth Bind
- Earth Release: Swamp of the Underworld
- Ultimate Rasengan
- Transparent Escape Technique
- Toad Oil Projectile
- Five Elements Unseal
- Kawarimi No Jutsu
- Odama Rasengan

Като дете Джирая, заедно с Орочимару и Цунаде, е ученик Третия Хокаге. След като завършва обучението си при него, Джирая обикаля из света на шинобитата и открива местонахождението на жабите, които го научават да ги призовава по време на битка. По време на обучението му е направено предсказание, в което се казва, че ще обикаля света, пишейки книга, и ще срещне дете, което ще промени света или ще го унищожи. По време на пътешествията си Джирая и неговите бивши съотборници се бият с Ханзо, който възнаграждава тяхната способност да оцелеят срещу неговите атаки с титлата Саннини. Скоро след това Джирая среща Нагато, момче, което според Джирая е момчето от Предсказанието. Джирая обучил Нагато и неговите приятели, надявайки се да насочи момчето по правилния път, преди да се завърне в Коноха. Когато Джирая се завръща в Коноха, той става учител на Минато Намиказе и още двама неизвестни Генини. Години по-късно, когато Орочимару ги предава и избягва от Коноха, Джирая го преследва, опитвайки се да го убеди да се върне, но не успява. Джирая продължава да пътешества, искайки да проследи бившия си съотборник Орочимару, както и организацията към която се присъединява – Акатски.
Горе-долу по това време, Джирая е направен кръстник на Наруто Узумаки от Минато Намиказе и Кушина Узумаки. Въпреки факта, че Джирая напуска Коноха, той все още е предан на селото. Той често се завръща в Коноха, макар и само да шпионира жените, които се къпят. По време на нападението на Орочимару над Коноха, той помага за неутрализирането на вражеските сили, които настъпват в Коноха. Когато селото има нужда от нов Хокаге, след смъртта на Третия Хокаге, Джирая доброволно отива да търси Цунаде, за да стане тя наследник на Третия. Той отказва да приеме титлата, защото вярва че не е достоен за нея след като не успява да спаси Сарутоби и Минато. След като намира Цунаде, Джирая започва да се съмнява, че тя е готова да помогне на Орочимару и ѝ казва, че ще я убие ако предаде Коноха. Цунаде се оказва вярна на Селото скрито в Листата и Джирая се присъединява към нея с цел да победят Орочимару. Джирая е изключително перверзен и няма равен на себе си, като стига толкова далеч, че да изобрети техника с която да наблюдава голи жени, без да бъде заловен (докато прави „проучвания“, както ги нарича той). Саннинът никога не крие перверзността си, на моменти дори изглежда, че се гордее с това. Неговата перверзност е използвана срещу него в ситуации като тази, когато двама от членовете на Акатски използват хипнотизирана жена, за да могат да отдалечат Джирая от Наруто. Докато техният план се осъществява, Джирая успява да прозре плана им и успява да се върне при Наруто. Неговите навици да наднича, също така са му причинявали и големи травми, като тази когато се опитва да шпионира Цунаде. Тя му счупила двете ръце, шест от ребрата и разкъсала множество орагни за наказание. По време на пътешествията си Джирая пише множество от книги.
Неговата първа книга, нещо като автобиография за герой наречен „Наруто“ е може да се каже успешна. За да подобри продажбите, той пише книга базирана на любовните му преживявания, която били известни като Ича Ича. Книгата била много успешна и имала глям брой продължения.
Популярността на Ича Ича сериите се отплатила доста добре, след като неговата чекова книжка показва че той е доста богат (Наруто се удивява от няколкото нули накрая). Въпреки богатството си, Джирая не се срамува да взима пари от Наруто и да ги харчи за саке и жени. Джирая е известен като „Мъдрата Жаба“, заради възможността му да използва голям брой техники свързани с жабите. Джирая се е издигнал на ниво, позволяващо му да призове Гамабунта. Той дори може да призове почти непробиваемият хранопровод на велика, огнедишаща жаба. След като джутсуто покрие терена, Джирая може да го контролира и да хваща в капан други шинобита.
В отчаяни ситуации Джирая може да се променя в Хермит режим. Джирая все още не се е научил напълно да контролира този режим, на него му се налага да призове още 2, по-възрастни жаби, които да му помагат, които в течение на боя използват техниките си срещу противника. Въпреки предимствата, които тази форма му дава, тя му дава ципести ръце, голям нос и множество брадавици. Джирая не харесва тази форма, защото новият му вид плаши момичетата. Освен че може да призовава жаби, Джирая има множество джутсута, които може да използва самостоятелно. Той използва техниката Земен стил: Тъмно блато, за да създаде огромно блато под обект, който може напълно да потъне в блатото. Освен това той може да плюе огън или петрол от устата си, което му позволявада да изгори противниците си. Също така Джирая е показван да използва джутсу, с което косата му се удължава и става по-остра, като му служи като щит и го предпазва от контузии. Джирая е научен на Расенган от Минато, като след това сам разработва техника наречена Оодама Расенган, чиято пълна мощ не е известна все още. Джирая, като кръстник на Наруто го учи как да използва чакрата на Кюби по-добре и също така го учи на някои от техниките на баща му. По-късно Джирая взема Наруто със себе си, за две години и половина, като през това време подпомага развитието му и го подготвя за трудностите, които тепърва ще срещне. По време на тренировката си с Наруто, Джирая се опитва да му даде повече от чакрата на Кюби, но в резултат само се наранява и отслабва печата, направен от Минато. Появите на Джирая, които не са свързани с тренировките му с Наруто са когато отива в Коноха, за да даде информация за Орочимару и Акатски. След като получава следа за лидера на Акатски – Пейн, Джирая отива до Амегакуре, за да проучва. Скоро след пристигането му той научава, че Пейн, съвсем самостоятелно е убил Ханзу, нинджата която Саннините не успяват да победят. Преди да се срещне с Пейн, Джирая прави план да даде ключа към печата на Кюби на Наруто. След като се среща с Пейн, Джирая разбира че това е бившият му ученик Нагато.
Разочарован от факта, че детето от Предсказанието е избрало пътя към унищожението на света, Джирая влиза в битка с него. Дори използвайки своят Хермит режим, Джирая едва успява да се противопостави на Пейн, като успява да унищожи само три от телата на Пейн, с помощта на двете по-възрастни жаби. Джирая открива, че всяко едно от шестте тела на Пейн е шиноби, с което Саннинът се е срещал по време на пътешествията си, Джирая открива истината зад Пейн. Пейн докарва Джирая до предела на смъртта, като Саннинът не може да се движи или да говори, въпреки това Джирая успява да вземе още едно от телата на Пейн в процеса. С малкото останала му сила, Джирая успява да прехвърли тайната за Пейн на една от по-възрастните жаби, като осъзнава, че Наруто е детето от Предсказанието, а не Нагато. Докато жабата избягва, Джирая потъва в езерото, обкръжаващо полесражението, като Пейн разбира, че това окончателно е смъртта на Легендарния Саннин. Джирая умира с усмивка на лицето си, знаейки, че е направил всичко възможно да помогне на Наруто. Тогава се сеща, че няма заглавие за новия си роман. Намирайки „Историята на Наруто Узумаки“ идеално заглавие за целта, той се усмихва още по-широко и остава още по-доволен от себе си, потъвайки в дълбините на мрежата от реки.
В следващия кадър виждаме Наруто, който тича из гората по време на мисията си. Изведнъж духът на Джирая го хваща за рамото. Наруто се спира и оглежда, но след като не забелязва нищо, продължава напред. Когато Узумаки научава за гибелта на сенея си, той остава потресен и дълго време е в депресия. След няколко укоражаващи думи от Ирука Умино, Наруто решава да се подложи на същата тренировка, на каквато се е подложил и сенсеят му преди повече от 30 години и да оправдае всички очаквания на Джирая – най-умелият от всички легендарни Саннини.

### Асума Сарутоби
Асума Сарутоби е герой от аниме и манга сериите „наруто“ и е син на третия хокаге – най-висшата нинджа в селото. Племенника му е Конохамару. Капитан е на отбор 10- Ино Яманака, Чоджи Акимичи и Шикамару Нара. Убит е в „наруто ураганни хроники (шипуден)“ от Хидан, член на Акатски. След смъртта му Шикамару, Ино, Чоджи и Какаши търсят Хидан и съотборника му Какузу за отмъщение. Част е от 12-те нинджа пазители. Пуши много и си пада по Куренай. Двамата дори си имат и дете. След като е убит, Шикамару отдалечава заедно с Хидан с помощта на джуцуто със сенките на Шикамару. Шикамару го убива и отмъстява за смъртта на сенсея си и се заклева да пази нероденото му дете.

### Конохамару Сарутоби
Конохамару Сарутоби (Шаблон:Lang-jp) е внукът на Третия Хокаге и е около 11 – 12 годишно момче, което всички от Коноха наричат „Почитаеми“. Често е буен, закачлив и непослушен.
Първоначално Конохамару е доста самоуверен. По-нататък той среща Наруто Узумаки, който има проблем със снимките си. Внукът на Третия Хокаге поисква от Наруто да го научи на някое интересно джутсу. Хлапето Узумаки научава Конохамару на своето „Секси Джутсу“(вид джутсу трансформация), с което дразни Ирука-сенсей. Конохамару научава тази техника и понякога използва, за да се забавлява. Обаче след това Наруто научава конохамару на техниката расенган

### Морино Ибики
Ибики е екзаминатор в първата част на Чуунинския Изпит. „Морино Ибики“ означава „хъркане в гората“, което ясно показва сходството му с голяма мечка. Главата на Ибики е с белези от изгаряне, затова той винаги носи кърпа. Белезите са впоследствие от мъчителните му мъки в миналото и илюстрират капацитета му на издръжливост на болка без да предаде информация на враговете. Той има по-малък брат – Идате.
Ибики е командващия офицер на АНБУ отряда в Коноха и отряда за разпитване, и е проектанта на първия тест на Чуунински Изпит. Описван като садист, Ибики притежава умението да подлага хората на огромни мъки без да използва физически мъчения. Умението му да разпитва разчита само на капацитета му да измъчва съзнанието. Той знае всичко за психиката на човек; атакувайки съзнанието, той поема контрол над духа на човека.
Той прави своя дебют в Част 2 опитвайки се да използва тези си психически умения върху събирача на глави на Какузу, за да събере информация за Акатски.